# 森林計画
森林計画（しんりんけいかく）は、森林整備、林業経営を行うために立案される計画。

## 概要
無秩序な森林の伐採・開発は、森林の公益的機能を低下させ、森林所有者のみならず地域一帯の住民生活にも大きな影響を与える。こうした事態を招かないように、国、地域、所有者レベルで一定の方針の下、森林の扱いを定めた長期的な計画が策定される。

## 階層性
国が基本方針を示し、州・県、市町村、森林所有者といった単位で作成される。日本の民有林の例では、全国森林計画 - 都道府県による地域森林計画 - 市町村森林整備計画 - 森林経営計画（森林所有者レベル）の四段階。計画期間は、ドイツで20年、日本で10年（5年おきに見直し）といった、国ごとの地域性、開発圧力の有無により異なる。

## 普及状況
森林計画が立案されるようになった発端は、19世紀のドイツである。産業革命による燃料消費や過度な林間放牧により森林が荒廃。持続可能な森林経営を図るために、計画づくりが義務付けられるようになった。明治時代の日本の林業は、ドイツの林業を教科書として近代化が進められており、森林計画制度についても導入が図られている。現在はアメリカ、カナダ、ブラジルなど森林率の高い国の多くで採用されるに至っている。

## 日本での歴史

### 法律
1951年に、戦中戦後の乱伐による森林荒廃のためにGHQの勧告による第3次森林法が制定され、これに応じて日本の森林計画制度は創設された。この時は伐採の制限と造林の義務を定め、資源造成の考えが主であった。
1962年の森林法改正では現行の全国森林計画と地域森林計画、1968年には森林施業計画制度、1974年には団地共同森林施業計画が制定されていったが、この頃は公益的機能の考えは薄く、林業の振興が主体の計画であった。
1983年では森林整備計画制度が制定。間伐や保育の推進のための市町村の役割と権限を明確にし、早急に間伐・保育が必要な森林を「特定森林」とし、施業がされない森林に対しては勧告を行うこととされた。
1991年には、特定森林施業計画制度を創設し、公益的機能を特に発揮するための施業としての複層林施業や長伐期施業等を推進、更に市町村森林整備計画制度を創設。
2001年に林業基本法が森林・林業基本法へ改正され、この法律に基づき概ね5年ごとに見直される「森林・林業基本計画」が定められた。この時の基本計画で、水源かん養機能又は山地災害防止機能を重視する「水土保全林 」、生活環境保全機能又は保健文化機能を重視する「森林と人との共生林」、木材等生産機能を重視する「資源の循環利用林」の3つに森林を区分する考えが新たに創設された。

### 森林資源管理方法
日本では長らく、林相や所有境界により森林を分けた図面である「森林計画図」と、それに対応した資源情報等を記録する「森林簿」のセットにより森林資源量が管理されてきた。森林簿方式の欠点の一つに正確な資源内容のモニタリング機能を持たないことがあるため、この欠点を解消するためにはCFI（Continuous Forest Inventory、森林継続調査法）等による補正が必要となると考えられている。

## 森林計画学
森林計画学とは森林資源の計画的な利用や保全に関して、その考え方の歴史的な変遷、 現代の森林計画の作成法から管理などについての森林科学。 森林計画学は計画制度のうち，自治体等の森林整備計画と森林施業計画、森林経営計画をも抱合する。森林施業計画は，木材生産を含む多目的機能の発揮を目的として，数十ヘクタールから数万ヘクタールに及ぶ森林のなかで，更新作業，育林作業，伐採作業等の林業技術を計画的に組み入れて森林を取り扱う技術体系である。
日本の大学において森林計画学研究室が設置されているのが九州大学農学部/大学院農学研究院 森林資源科学部門や京都府立大学生命環境学部、鹿児島大学農学部 森林科学コース などにある。この他、宮崎大学農学部 森林計画環境学分野に森林環境計画学研究室が、信州大学農学部に森林計測・計画研究室が、山形大学農学部に森林資源計画学研究室が、鳥取大学農学部生物資源環境学科森林科学講座に森林計画学分野がある。森林経営学研究室にも持続的な森林の経営・管理のあり方を総合的に提案することを目的として日本大学生物資源科学部 森林資源科学科などでも扱われており、東京農工大学農学部の森林経営学研究室に森林計画学部門が設置されている。